# Talstörning
Talstörning är en störning i talproduktionen, där talet avviker från det förväntade med avseende på talarens ålder och den exponering för språket hen fått. Det kan till exempel röra sig om avvikande artikulation eller nasal klang. Även störningar av talflytet, som till exempel stamning, räknas in i begreppet talstörningar. En talstörning kan vara utvecklingsrelaterad eller förvärvad. Talstörningar diagnosticeras och behandlas av logopeder.

## Klassifikation

### Utvecklingsrelaterade talstörningar
Talsvårigheter med avvikande artikulation benämns internationellt som speech sound disorder (SSD), på svenska talljudsstörning. Termen används oavsett om svårigheterna har anatomisk, sensorisk eller motorisk grund eller har okänd orsaksbakgrund. För att avgöra om uttalssvårigheterna har fonologisk (perceptuell), neuromotorisk eller strukturell grund (eller en kombination) krävs en noggrann analys av talet och den språkliga förmågan. De utvecklingsrelaterade talstörningarna delas in i:
- Utvecklingsrelaterad talstörning med fonologisk grund
- Utvecklingsrelaterad talstörning med motorisk grund
  - Taldyspraxi
  - Dysartri
  - Talmotorisk försening/störning
- Utvecklingsrelaterad talstörning med strukturell grund, till exempel vid:
  - Läpp-, käk- och gomspalt (LKG)
  - Tonsillhypertrofi (förstorade tonsiller)
  - Bettavvikelser
  - Ankyloglossi (kort tungband)
- Utvecklingsrelaterad talstörning vid velofarynxdysfunktion, till exempel vid LKG eller annan orsak
- Utvecklingsrelaterade talflytstörningar
  - Stamning
  - Skenande tal

### Förvärvade talstörningar
Vid en förvärvad talstörning har talförmågan begränsats eller helt försvunnit på grund av antingen neurologiska störningar eller strukturella förändringar.
- Neurologiska talstörningar
  - Dysartri (slapp, spastisk, ataktisk, med flera)
  - Röst- och talstörning vid höga ryggmärgsskador
  - Förvärvad talapraxi
  - Förvärvad stamning
- Strukturella talstörningar, vid till exempel:
  - Cancer i huvud- och halsområdet
  - Efter operation på grund av trauma (skada) i mun- och halsområdet

## Historik
Det var först på tidigt 1800-tal som talstörningar på allvar började systematiseras och beskrivas. Det var främst talstörningar hos vuxna som beskrevs av vetenskapen. Det var under samma tid som foniatrin och logopedin växte fram. Forskningen kring talstörningar genomgick flera förändringar under det senare 1800-talet. Från att ha kretsat kring afasi och dess behandling började mer tekniskt avancerade behandlingar utvecklas. De berlinska läkarna Hermann Gutzmann och Albert Liebmann anses vara pionjärer. 
Den som var först i Sverige med att diagnostisera talstörningar var Alfhild Tamm vilket hon gjorde omkring 1910. Röst- och talstörningar antogs som medicinsk specialitet av Sveriges läkarförbund 1913. Ett år senare grundade Tamm en poliklinik för behandling av talstörningar detta efter ha företagit flera forskningsresor till Berlin och Wien där hon stötte på nya forskningsrön, bland annat av Albert Liebmann. Tamms sista verk publicerades 1947 men trots hennes insatser stannade ämnet av i Sverige fram till 1960-talet. Även om forskningen kom igång under 1960-talet bedrevs den ändå mestadels utomlands. Förvisso bildades den svenska föreningen för foniatri och logopedi 1959 och 1964 bildade Gunnar Bjuggren den första svenska logopediutbildningen vid Karolinska Institutet.